# Balkan-Cup 1933
Der 4. Balkan-Cup war ein Wettbewerb für Fußballnationalmannschaften von Staaten aus der Balkanregion. Die Spiele fanden im Juni 1933 in Rumäniens Hauptstadt Bukarest statt. Neben dem Gastgeber nahmen wie bei der Vorjahresauflage auch wieder Bulgarien, Jugoslawien und Griechenland am Turnier teil. Jede Mannschaft spielte im Gruppenmodus einmal gegen jede andere, der Spielplan der vorherigen Auflage wurde übernommen. Mit der maximalen Ausbeute von sechs Punkten, drei Siegen und ohne Gegentor lag schließlich Rumänien an der Spitze, das schon den ersten Balkan-Cup 1929–31 für sich entschieden hatte. Titelverteidiger Bulgarien wurde mit nur einem Sieg Dritter. Toptorschütze waren die Rumänen Gheorghe Ciolac und Ștefan Dobay (je vier Treffer).

## Ergebnisse
Tabelle nach Zwei-Punkte-Regel.
| Pl. | Land         | Sp. | S | U | N | Tore    | Diff. | Punkte |
| --- | ------------ | --- | - | - | - | ------- | ----- | ------ |
| 1.  | Rumänien     | 3   | 3 | 0 | 0 | 013:000 | +13   | 06     |
| 2.  | Jugoslawien  | 3   | 2 | 0 | 1 | 009:800 | +1    | 04     |
| 3.  | Bulgarien    | 3   | 1 | 0 | 2 | 002:110 | −9    | 02     |
| 4.  | Griechenland | 3   | 0 | 0 | 3 | 003:800 | −5    | 0      |

|                           |   |              |     |
| 3. Juni 1933 in Bukarest  |   |              |     |
| Jugoslawien               | – | Griechenland | 5:3 |
| 4. Juni 1933 in Bukarest  |   |              |     |
| Rumänien                  | – | Bulgarien    | 7:0 |
| 6. Juni 1933 in Bukarest  |   |              |     |
| Rumänien                  | – | Griechenland | 1:0 |
| 7. Juni 1933 in Bukarest  |   |              |     |
| Jugoslawien               | – | Bulgarien    | 4:0 |
| 10. Juni 1933 in Bukarest |   |              |     |
| Bulgarien                 | – | Griechenland | 2:0 |
| 11. Juni 1933 in Bukarest |   |              |     |
| Rumänien                  | – | Jugoslawien  | 5:0 |